# Jimmy Jump
Jimmy Jump, pseudonimo di Jaume Marquet i Cot (Barcellona, 14 marzo 1976), è un personaggio televisivo spagnolo originario della Catalogna che ha l'abitudine di fare irruzione, non autorizzato, nell'area di gioco di diversi eventi soprattutto sportivi di livello internazionale come partite di calcio, basket, rugby o di tennis.
A causa di questa abitudine è stato soprannominato Jimmy Jump, da jump , "saltare" in inglese, inteso nell'accezione di fare irruzione, piombare dentro, e da Jimmy, diminutivo molto diffuso di nome proprio inglese molto simile a Jaume.

## Biografia
Di professione fa l'agente immobiliare nella città di Sabadell.

### Alcune delle sue invasioni
Il salto che lo fece balzare agli onori della cronaca lo compì il 4 luglio 2004, durante la finale di Euro 2004 tra Portogallo e Grecia, quando lanciò una bandiera del Barcellona al portoghese Luís Figo, allora giocatore del Real Madrid Club de Fútbol.
Durante lo svolgimento del Gran Premio di Spagna di Formula 1 del 2004, saltò nella pista automobilistica, mettendo a rischio la sua vita e quella dei piloti.
Invase il campo durante la partita della Primera División spagnola tra il Real Madrid Club de Fútbol e l'Barcellona del 19 novembre del 2005.
Durante la semifinale di UEFA Champions League 2005-2006 tra il Villarreal Club de Fútbol e l'Arsenal, corse al centro del campo prima dell'inizio del secondo tempo e lanciò una maglietta del Barcellona col nome di Thierry Henry ed il numero 14 impressi sulla parte posteriore. Fu arrestato e messo in prigione e più tardi ricevette una multa di 60100 € da parte della Commissione contro la violenza nello sport. Curiosamente Thierry Henry indosserà proprio quella maglia e quel numero dalla stagione 2007-2008.
In occasione della finale della UEFA Champions League 2006-2007 tra Milan e Liverpool, corse verso il campo sventolando una bandiera della Grecia, ma le immagini dell'invasione di campo non furono mandate in onda nella diretta.
Durante la finale della Coppa del Mondo di rugby tra l'Inghilterra ed il Sudafrica, invase il campo all'inizio del secondo tempo.
In occasione della semifinale dell'Euro 2008 tra la Germania e la Turchia Jimmy Jump effettuò l'ennesima invasione di campo, non trasmessa dalla diretta, sventolando la bandiera del Tibet per protestare contro l'occupazione cinese.
Nel corso della finale di tennis del Roland Garros 2009, disputata tra Roger Federer e Robin Söderling, fece nuovamente ingresso sul terreno di gioco, agitando una sciarpa della squadra di calcio di Barcellona e una barretina (tradizionale cappello catalano), causando una breve interruzione della gara.
Il salto che fece più clamore però riguarda un evento non sportivo: fece irruzione durante l'esibizione della Spagna all'Eurovision Song Contest 2010. In tale occasione ha improvvisato una coreografia con i ballerini e il cantante Daniel Diges impegnati alla Telenor Arena, prima di scappare alla vista della security del festival. A causa di ciò, l'EBU ha concesso la ripetizione dell'esibizione dopo la Danimarca, e lui è poi stato espulso dal paese e multato.
L'11 luglio 2010, durante la finale mondiale, entra in campo (pur non essendo inquadrato dalla regia internazionale) prima dell'entrata dei giocatori cercando di infilare la sua barretina sulla Coppa del Mondo, ma viene placcato dalla security a mezzo metro dall'obiettivo.
Durante la 25ª edizione dei Goya (premio del cinema spagnolo), celebrata il giorno 13 febbraio 2011 nel teatro reale di Madrid, Jimmy Jump riesce ad entrare e a salire sul palco, mettendo la sua barretina sulla statuetta che rappresenta il busto del pittore Francisco Goya in bronzo. Questo accade subito prima che venga pronunciato il nome del vincitore della categoria miglior attore protagonista. La stessa statuetta viene poi consegnata a Javier Bardem, vincitore di categoria per il film Biutiful.
Il 3 maggio, similmente a quanto fatto in Sudafrica, invade il Camp Nou tentando di infilare la sua barretina a Cristiano Ronaldo, che riesce a evitarlo.
Il 16 luglio si rende protagonista di una nuova invasione, stavolta allo Stadio Brigadier General Estanislao López, durante i quarti di finale della Copa América 2011, riesce a infilare il suo berretto rosso a Sergio Agüero.